# Arkonia Szczecin
Arkonia Szczecin – polski klub sportowy z siedzibą w Szczecinie. Obecnie prowadzi sekcje piłki nożnej i piłki wodnej. W sezonie 2024/2025 sekcja piłki nożnej występuje w klasie okręgowej (grupa zachodniopomorska II).

## Historia i współczesność
Klub został założony w 1945 w Koszalinie będącym wówczas siedzibą władz wojewódzkich (zob. Gwardia Koszalin). Tam też rozegrał swój pierwszy mecz piłkarski z reprezentacją lokalnych jednostek Armii Czerwonej. Rok później przeniósł się do Szczecina i funkcjonował jako Milicyjny Klub Sportowy Szczecin. Data ta jest uważana za oficjalny początek funkcjonowania klubu sportowego Arkonia Szczecin. W latach 1947–1956 klub nosił nazwę Gwardia Szczecin i podlegał wówczas Ministerstwu Bezpieczeństwa Publicznego. W tym czasie piłkarze zespołu z Lasku Arkońskiego w 1951 roku na jeden sezon awansowali do I ligi. Po likwidacji MBP, pod koniec 1954, klub, podobnie jak wszystkie jednostki organizacyjne MO, znalazł się w strukturach Ministerstwa Spraw Wewnętrznych, a w 1956 roku, po fuzji z Budowlanymi jego nazwa została zmieniona na Szczeciński Klub Sportowy Chrobry. W 1958 doszło do kolejnej fuzji – ze Stoczniowcem i powołano Stoczniowo-Gwardyjski Klub Sportowy Arkonia Szczecin. Nazwa ta obowiązywała do roku 1971. W tym okresie w Arkonii działało piętnaście sekcji sportowych, z których większość zaliczała się do ścisłej krajowej czołówki. Był to okres jego największego rozkwitu i licznych sukcesów sportowych:
- ponowny awans w 1962 roku sekcji piłki nożnej do polskiej ekstraklasy
- mistrzostwo Polski juniorów w piłce nożnej w 1964
- trzynastokrotne zdobycie mistrzostwa Polski i Pucharu Polski przez sekcję waterpolistów
- mistrzostwa Polski w turystyce motorowodnej
- mistrzostwa i wicemistrzostwa Polski pływaków, bokserów i judoków

Zawodnicy Arkonii ustanawiali rekordy Polski m.in. w pływaniu i kolarstwie terenowym i wchodzili w skład reprezentacji narodowych w piłce nożnej, piłce wodnej, kolarstwie torowym i szosowym, pływaniu. 
Na skutek silnego parcia społecznego spowodowanego tzw. "wypadkami grudniowymi" w roku 1970, podczas których na ulicach Szczecina doszło do pacyfikacji przez siły MSW demonstracji robotniczych – głównie załogi Stoczni Szczecińskiej im. A. Warskiego (wśród poszkodowanych były ofiary śmiertelne), w 1971 roku stocznia wycofała się z finansowania milicyjnego klubu zakładając swój – Stal Stocznia Szczecin. 
Począwszy od tego momentu liczba sekcji sportowych w Arkonii była ograniczana przez przekazywanie ich do innych szczecińskich klubów – przykładowo sekcja piłki siatkowej przekazana została do LKS Gryf Szczecin a sekcja szermierki do Włókniarza Szczecin. Niektóre sekcje (np. boksu, gimnastyki i lekkiej atletyki) zostały zlikwidowane a ich zawodnicy przenieśli się do innych szczecińskich klubów.
W 2000 roku w Arkonii trenowali sportowcy pięciu sekcji: piłki nożnej, piłki wodnej, judo, karate i aikido.
Arkonia, to jeden z dwóch klubów (obok Pogoni), które reprezentowały Pomorze Zachodnie w I lidze piłkarskiej (obecnie Ekstraklasie). Obecnie drużyna Arkonii występuje w klasie okręgowej, w grupie zachodniopomorskiej II, a klub nastawiony jest przede wszystkim na szkolenie młodzieży.
W 2008 waterpoliści Arkonii po raz pierwszy od 1979 roku zdobyli mistrzostwo Polski. To 15. tytuł w historii klubu. W sezonie 2011/12 po raz 16. sięgnęli po tytuł mistrza kraju.

## Sekcja piłkarska
Drużyna piłkarska Arkonii Szczecin występuje obecnie w Klasie okręgowej gr.2.

## Sekcja piłki wodnej

### Sukcesy
- Mistrzostwo Polski: (13x) 1966, 1967, 1968, 1969, 1970, 1971, 1974, 1975, 1976, 1979, 2008, 2012, 2016
- Puchar Polski: (3x) 2008, 2012, 2016
- Mistrzostwo Polski juniorów: (10x) 1968, 1978, 1979, 1980, 2003, 2004, 2005, 2008, 2013, 2023